# 次郎笈
次郎笈（じろうぎゅう）は、四国山地東部の剣山地に属する山である。山名は兄弟峰で太郎笈と称される剣山に対峙することによる。四国百名山の一つに選定されている。一帯は剣山国定公園に指定されている。

## 概要
徳島県第二の高峰で、四国でも石鎚山地の二ノ森(1,929m)を僅かに上回り3位、西日本でも宮之浦岳に次いで4位となる。山肌は一面にシコクザサに覆われ、シコクシラベも散見される。那賀川の源流にあたり、南側の旧木頭村に下ると高の瀬峡がある。
山頂には四等三角点が設置され1930.01mとなっている。南側には剣山スーパー林道が通る。
東側真正面には剣山、一ノ森が、北側には讃岐山脈、西側には三嶺が望める。

## 登山ルート
見ノ越から剣山に登り（大剣神社を経て剣山北斜面をトラバースするコースもあり）次郎笈峠を経て稜線を縦走するのが最も便利であるが、三嶺側から縦走するコースもある。

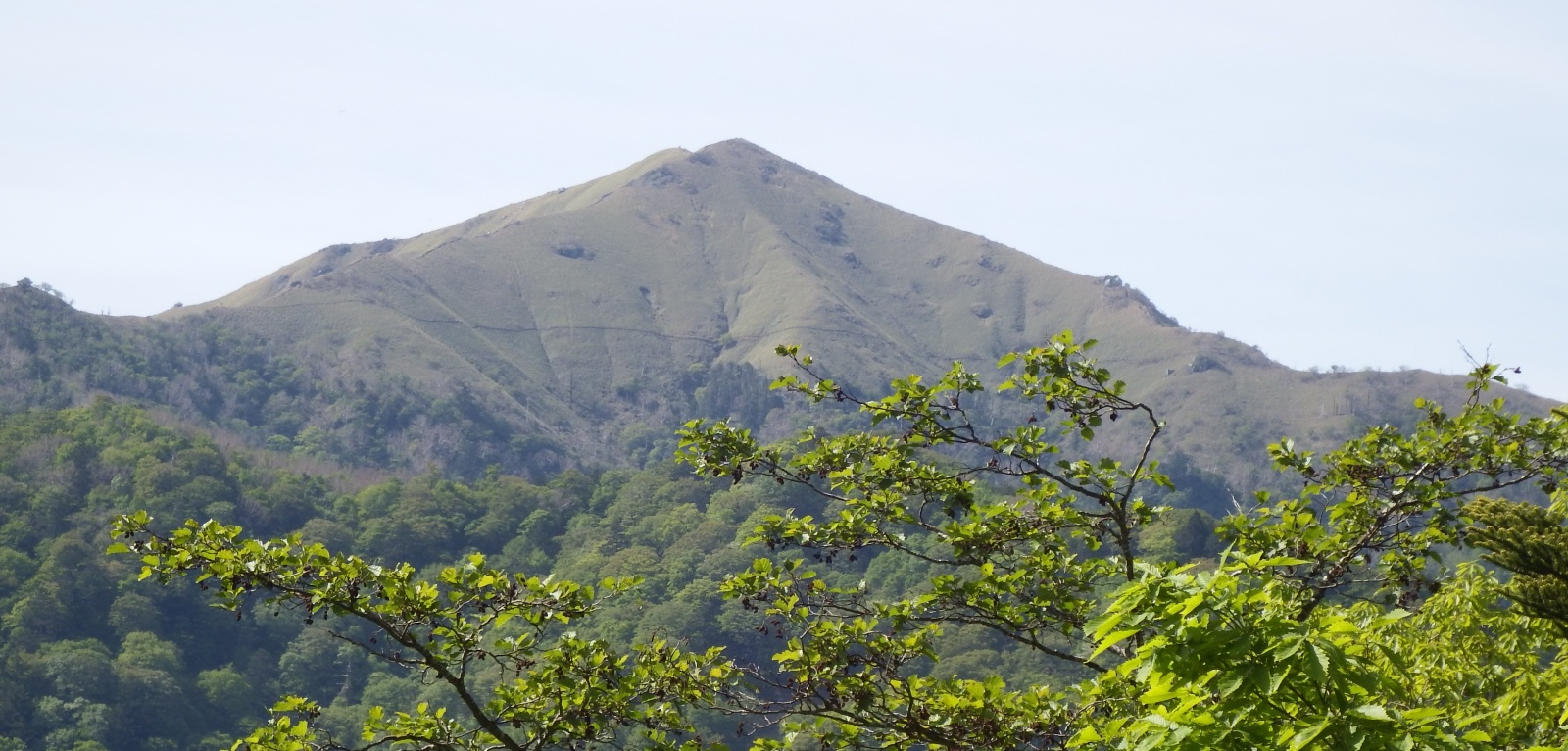
みどりの一里塚[4]から
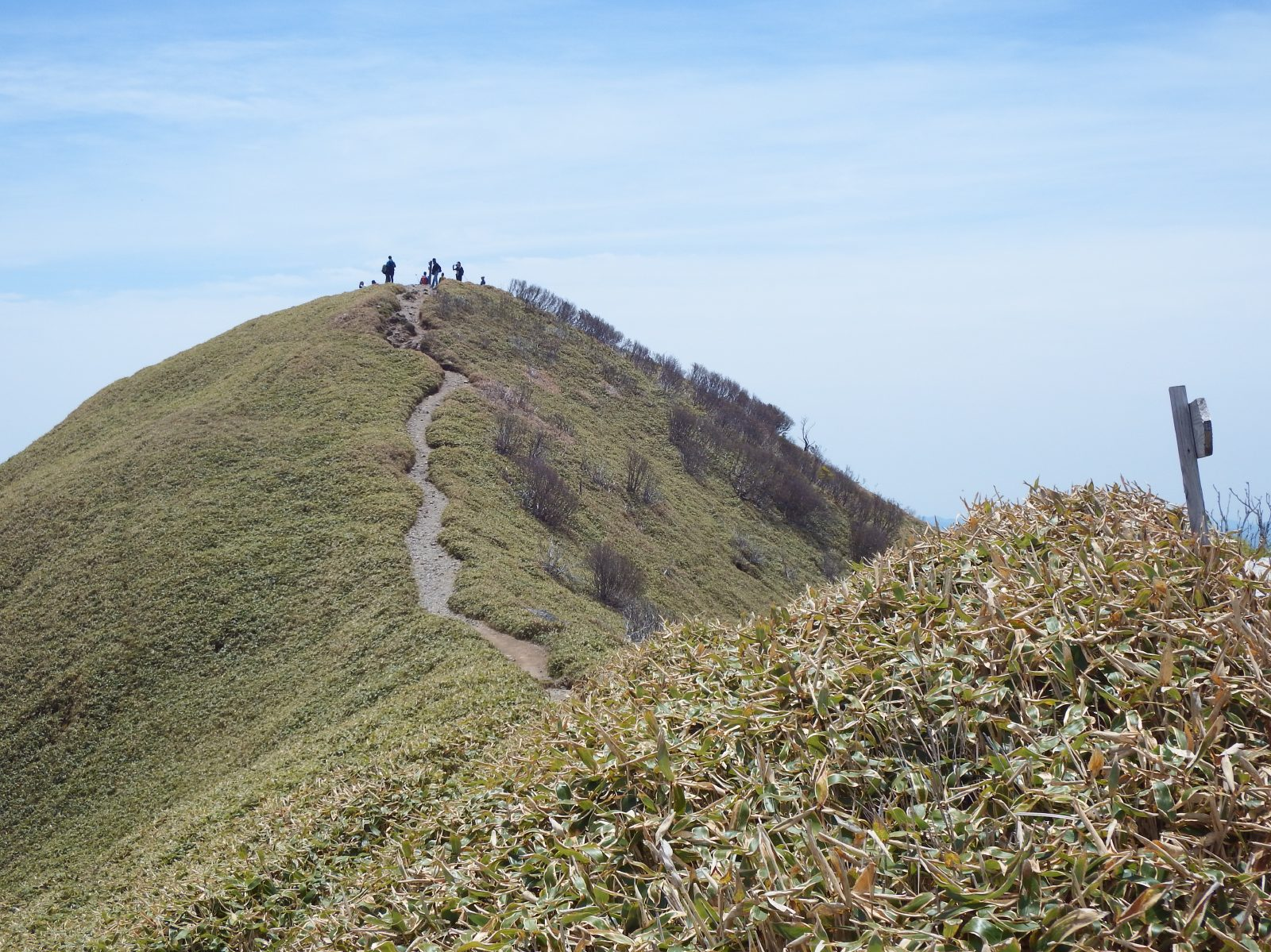
肩より頂上を望む
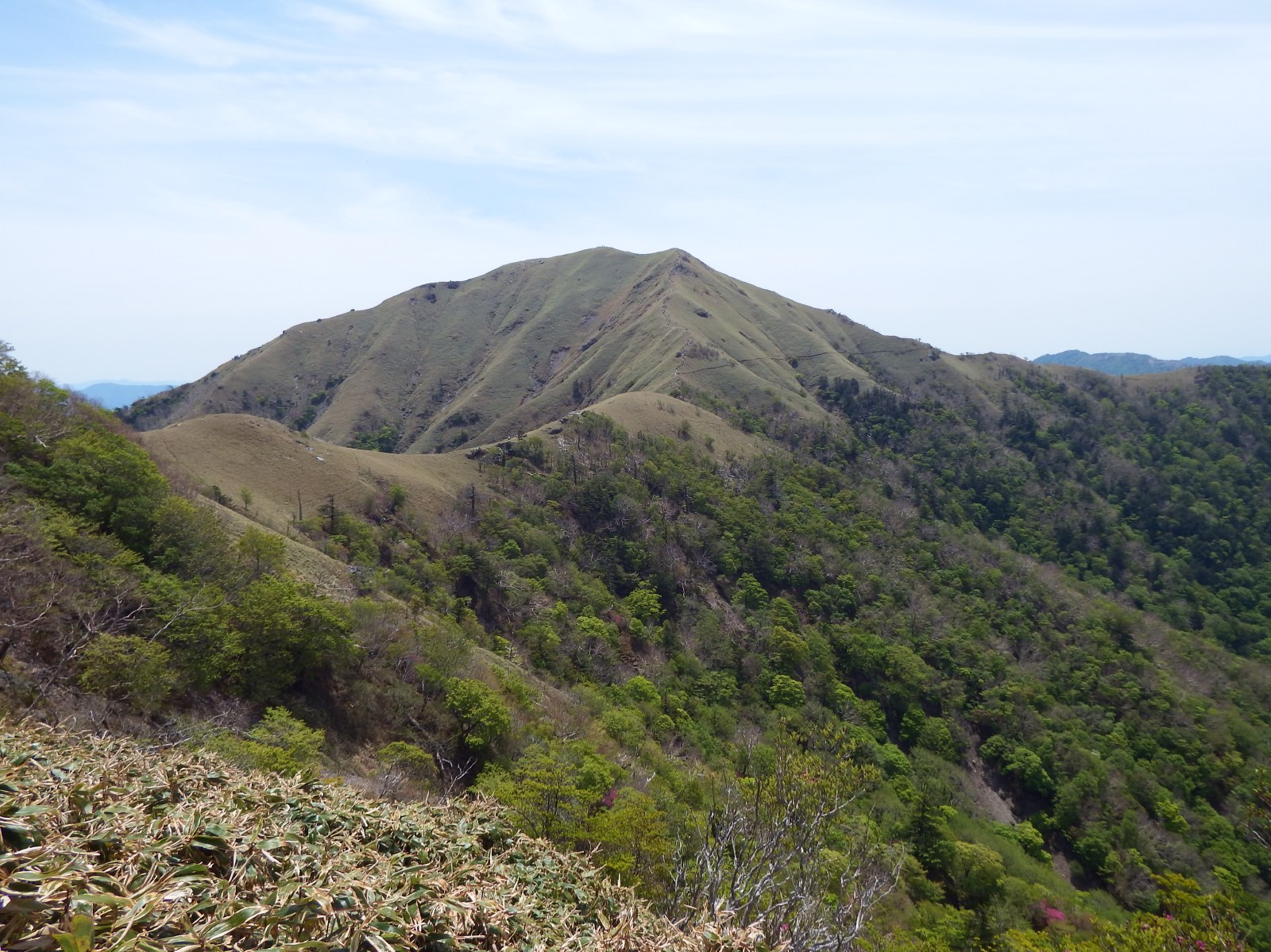
二度見展望所より
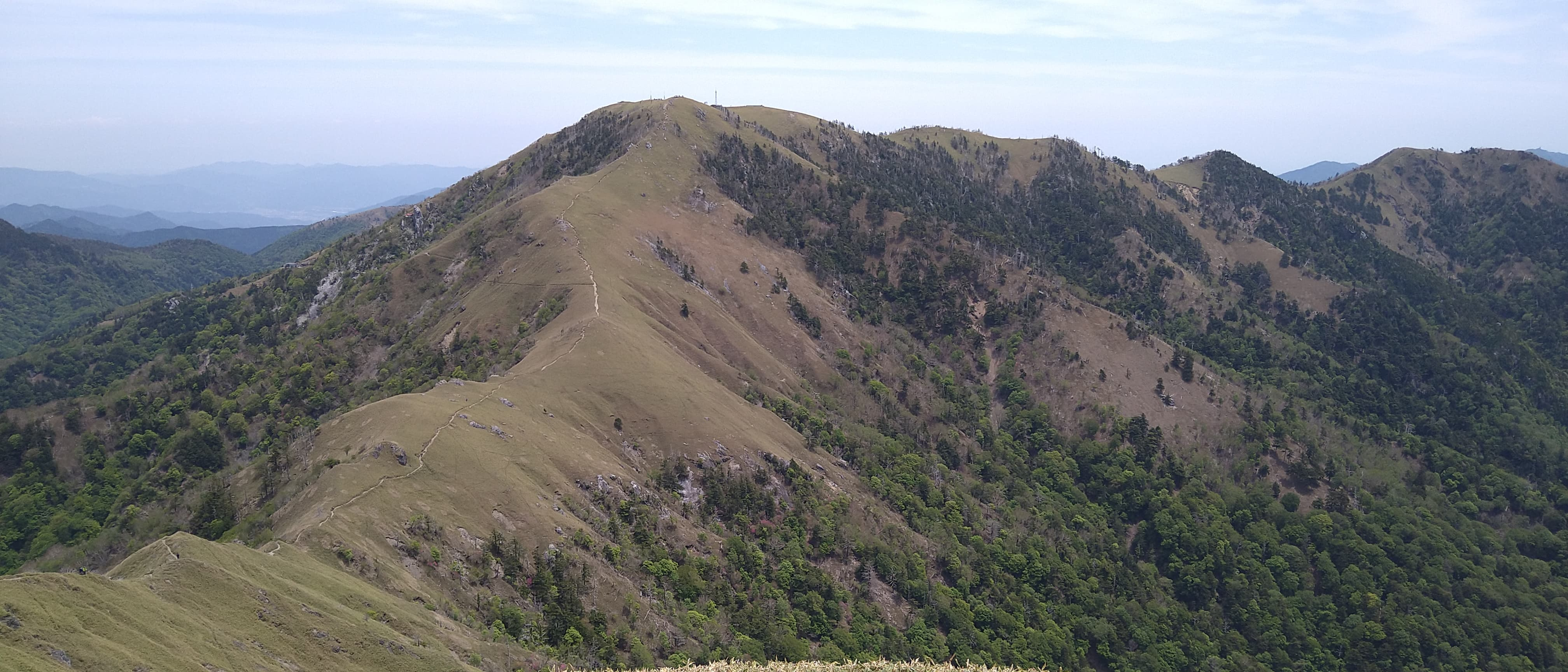
頂上より剣山を望む
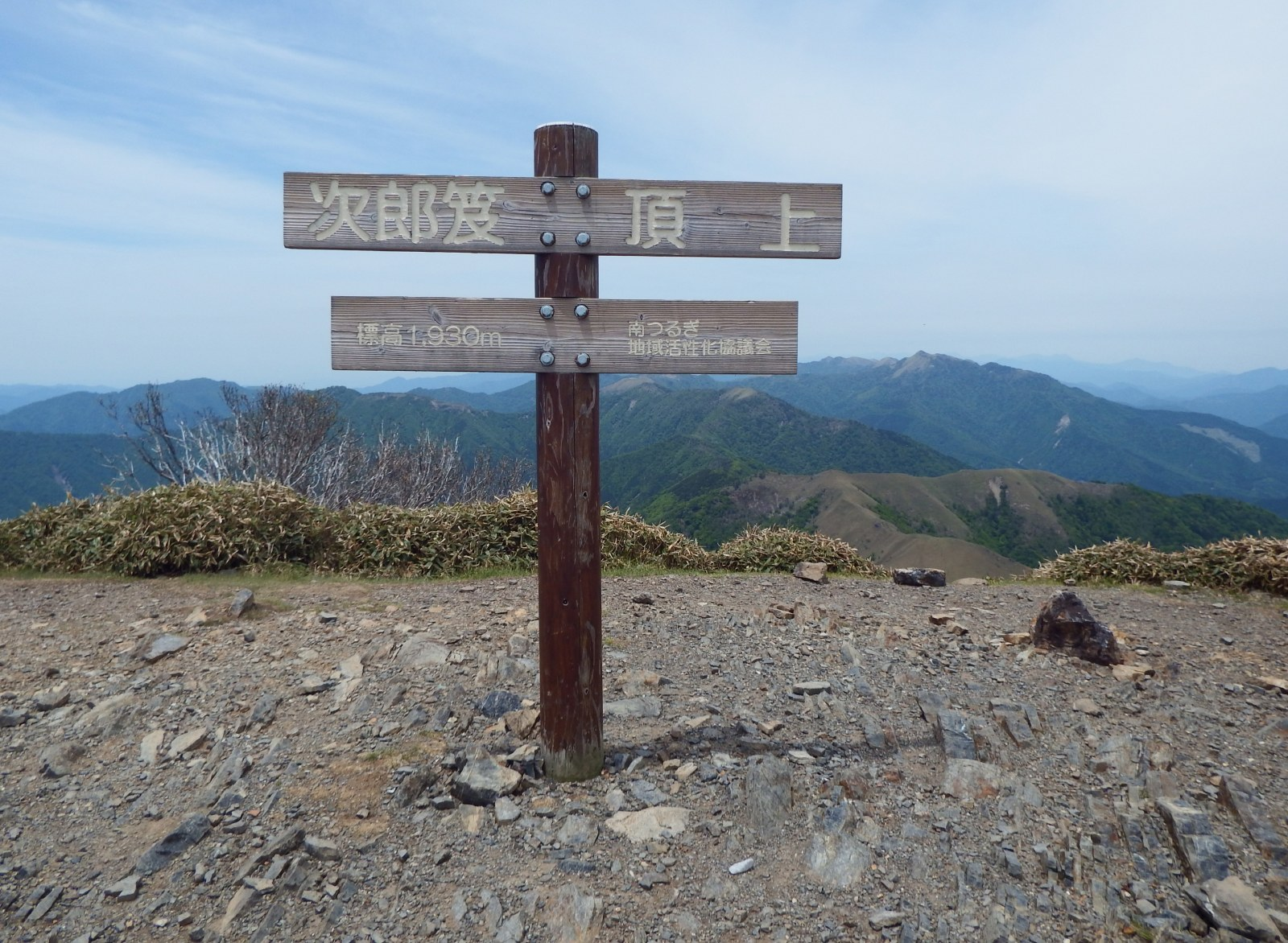
頂上より三嶺を望む
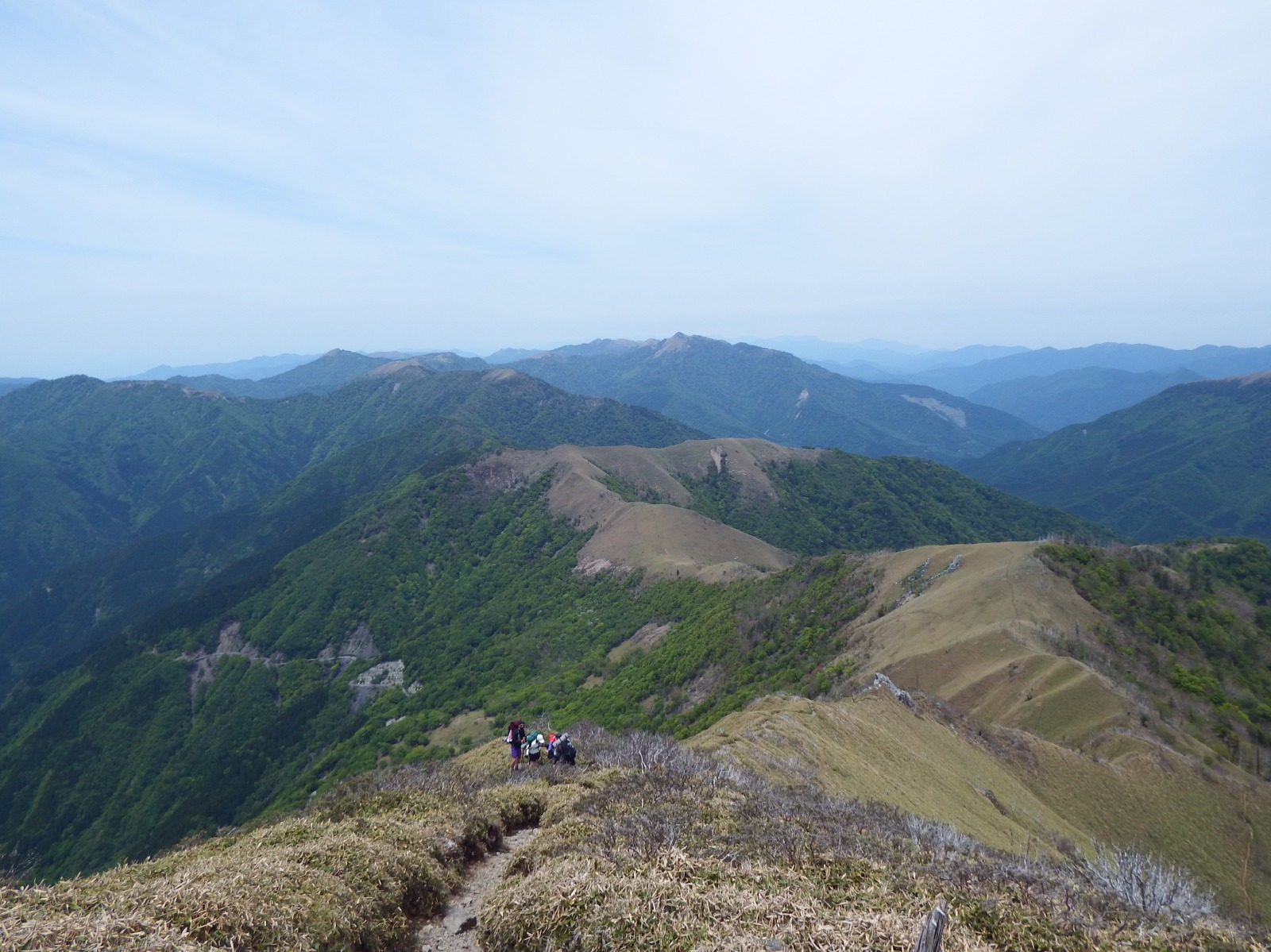
丸石方面を望む